# Qamsjybek Qonqabajev
Qamsjybek Qongabajev, född 18 november 1991, är en kazakisk boxare.

## Karriär
Kunkabayev tog brons vid olympiska sommarspelen 2020 i boxningens supertungvikt. Han har även tagit silver i VM åren 2017 och 2019.